# Platyschkuhria
Platyschkuhria là một chi thực vật có hoa trong họ Cúc (Asteraceae).

## Loài
Chi Platyschkuhria gồm các loài: